# Jan Gehl
Jan Gehl (ur. 17 września 1936 w Kopenhadze) – duński architekt i urbanista, profesor Szkoły Architektury Królewskiej Duńskiej Akademii Sztuk, założyciel przedsiębiorstwa Gehl Architects – Urban Quality Consultants.

## Życiorys
W 1965 odbył podróż do Włoch, gdzie studiował użytkowanie miejsc publicznych w codziennym życiu publicznym. W 1966 ukończył studia na Królewskiej Duńskiej Akademii Sztuk. W tym samym roku opublikował rezultaty swoich badań w serii artykułów w duńskim czasopiśmie architektonicznym Arkitekten. W 1971 wydał książkę Życie między budynkami. Użytkowanie przestrzeni publicznych. Był konsultantem do spraw życia publicznego i przestrzeni publicznych i przeprowadzał badania dla miast w Danii, Australii i Nowej Zelandii. W roku 2000 założył Gehl Architects – Urban Quality Consultants.

## Wykłady i konsultacje
Wykładał m.in. na Uniwersytecie Edynburskim, Uniwersytecie Wileńskim, Uniwersytecie w Oslo, Uniwersytecie Torontońskim, Uniwersytecie Calgary, Uniwersytecie w Melbourne, Uniwersytecie w Perth i Uniwersytecie Berkeley. Był konsultantem przebudowy i reorganizacji miast zarówno w Europie, jak i w Ameryce Północnej, Australii i na Dalekim Wschodzie (np. Nowy Jork, Seattle, San Francisco, Sydney i Melbourne). Wykładał i konsultował również w kilku miastach w Polsce (Gdańsk, Łódź, Poznań, Wrocław).

## Nagrody
- EDRA za badania w dziedzinie urbanistyki,
- UIA za wkład w planowanie miast,
- doktorat honoris causa Uniwersytetu Heriot-Watt w Edynburgu.

## Wybrane publikacje
- Life Between Buildings: Using Public Space (Życie między budynkami. Użytkowanie przestrzeni publicznych),
- New City Spaces, wraz z L.Gemzøe,
- Public Spaces, Public Life, wraz z L. Gemzøe
- New City Life,
- Cities for People.